# Paul Ereng
Paul Ereng (né le 22 août 1967 à Kitale dans le District de Trans-Nzoia) est un athlète kényan spécialiste du 800 mètres. Champion olympique de la discipline en 1988, et champion du monde en salle en 1989 et 1991, il est l'ancien détenteur du record du monde en salle (1 min 44 s 84 en 1989).

## Carrière
Étudiant à l'Université de Virginie, Paul Ereng remporte les titres NCAA du 800 mètres en 1988 et 1989. Sélectionné pour les Jeux olympiques de Séoul, il crée la surprise en remportant le titre du 800 m devant les grands favoris de la course, le Brésilien Joaquim Cruz et le Marocain Said Aouita. Auteur d'un nouveau record personnel en 1 min 43 s 45, il devient le premier athlète africain à remporter un titre olympique sur cette distance. Aligné par ailleurs dans l'épreuve du relais 4 × 400 m, il se classe huitième de la finale aux côtés de ses coéquipiers du Kenya.
En début de saison 1989, le Kényan s'impose lors des Championnats du monde en salle de Budapest devant le Brésilien José Luiz Barbosa. Il établit à cette occasion en 1 min 44 s 84 un nouveau record du monde en salle du 800 m, et améliore de sept centièmes de seconde la précédente meilleure marque mondiale détenue depuis 1983 par le Britannique Sebastian Coe. Il remporte en 1989 14 des 15 courses disputées en plein air et établit le 16 août 1989 à Zurich la meilleure performance mondiale de l'année en 1 min 43 s 16.
Paul Ereng conserve son titre mondial lors des Championnats du monde en salle 1991 de Séville (1 min 47 s 08) en devançant notamment l'Espagnol Tomás de Teresa. Il participe aux Championnats du monde de Tokyo mais ne termine que quatrième de la finale du 800 mètres remportée par son compatriote Billy Konchellah. Il est éliminé au stade des demi-finales lors des Jeux olympiques de 1992. Il met un terme à sa carrière d'athlète à l'issue de la saison 1995.
Paul Ereng est actuellement entraîneur d'athlétisme à l'Université du Texas à El Paso.

### Palmarès
| Date | Compétition                    | Lieu     | Résultat | Temps         |
| ---- | ------------------------------ | -------- | -------- | ------------- |
| 1988 | Jeux olympiques                | Séoul    | 1er      | 1 min 43 s 45 |
| 1989 | Championnats du monde en salle | Budapest | 1er      | 1 min 44 s 84 |
| 1991 | Championnats du monde en salle | Séville  | 1er      | 1 min 47 s 08 |
| 1991 | Championnats du monde          | Tokyo    | 4e       | 1 min 44 s 75 |

### Records
| Épreuve       | Performance   | Lieu     | Date         |
| ------------- | ------------- | -------- | ------------ |
| 800 m         | 1 min 43 s 16 | Zurich   | 16 août 1989 |
| 800 m (salle) | 1 min 44 s 84 | Budapest | 4 mars 1989  |